# Суперкуп Јадранске лиге у кошарци 2017.
Суперкуп Јадранске лиге у кошарци је 2017. године одржан по први пут. Домаћин турнира био је Бар у периоду од од 20. до 23. септембра 2017. године, а сви мечеви су одиграни у спортској дворани Тополица.

## Пропозиције такмичења
- Право наступа на овогодишњем Суперкупу остварују домаћин турнира и седам најбоље пласираних екипа у претходној сезони Јадранске лиге. Они на основу пласмана редом добијају такмичарске бројеве од 1 до 8.
- У четвртфиналу су клубови упарени на следећи начин:
  - четвртфинална утакмица 1: такм. број 1 - такм. број 8
  - четвртфинална утакмица 2: такм. број 2 - такм. број 7
  - четвртфинална утакмица 3: такм. број 3 - такм. број 6
  - четвртфинални утакмица 4: такм. број 4 - такм. број 5
- У полуфиналу су клубови упарени на следећи начин:
  - полуфинална утакмица 1: победници четвртфиналних утакмица 1 и 4
  - полуфинална утакмица 2: победници четвртфиналних утакмица 2 и 3
- Победници полуфиналних утакмица остварују пласман у финале.

## Учесници
| Такм. број | Клуб              | Пласман у сез. 2016/17. Јадранске лиге | Напомене                                           |
| ---------- | ----------------- | -------------------------------------- | -------------------------------------------------- |
| -          | Црвена звезда МТС | 1.                                     | Клуб отказао учешће због раније заказаних обавеза. |
| 1          | Цедевита          | 2.                                     |                                                    |
| 2          | Партизан НИС      | 3.                                     |                                                    |
| 3          | Будућност ВОЛИ    | 4.                                     |                                                    |
| 4          | Игокеа            | 5.                                     |                                                    |
| 5          | Мега Бемакс       | 6.                                     |                                                    |
| 6          | Цибона            | 7.                                     |                                                    |
| 7          | Морнар Бар        | 8.                                     | Домаћин турнира.                                   |
| 8          | ФМП               | 9.                                     | Учествовао уместо Црвене звезде МТС.               |

## Четвртфинале
| 20. 9. 2017. 14:30 | Извештај | Цедевита                                                 | 86 : 68 | ФМП                    | Спортска дворана Тополица, Бар Судије: Драган Краљ (БИХ), Милан Адамовић (БИХ), Драган Поробић (БИХ) |  |
| 20. 9. 2017. 14:30 | Извештај | Четвртине: 20:22, 21:11, 16:15, 29:20                    |         |                        | Спортска дворана Тополица, Бар Судије: Драган Краљ (БИХ), Милан Адамовић (БИХ), Драган Поробић (БИХ) |  |
| 20. 9. 2017. 14:30 | Извештај | Поени: Муса 16 Скокови: Стипановић 6 Асистенције: Укић 8 |         | Човић 21 Оџо 8 Човић 6 | Спортска дворана Тополица, Бар Судије: Драган Краљ (БИХ), Милан Адамовић (БИХ), Драган Поробић (БИХ) |  |

| 20. 9. 2017. 16:45 | Извештај | Игокеа                                                                     | 72 : 83 | Мега Бемакс               | Спортска дворана Тополица, Бар Судије: Матеј Шпендл (СЛО), Крунослав Пеић (ХРВ), Радош Савовић (ЦГ) |  |
| 20. 9. 2017. 16:45 | Извештај | Четвртине: 21:23, 16:18, 14:25, 21:17                                      |         |                           | Спортска дворана Тополица, Бар Судије: Матеј Шпендл (СЛО), Крунослав Пеић (ХРВ), Радош Савовић (ЦГ) |  |
| 20. 9. 2017. 16:45 | Извештај | Поени: Вошингтон, Шибалић 18 Скокови: Вошингтон 7 Асистенције: Вошингтон 5 |         | Енис 23 Фундић 14 Ребић 7 | Спортска дворана Тополица, Бар Судије: Матеј Шпендл (СЛО), Крунослав Пеић (ХРВ), Радош Савовић (ЦГ) |  |

| 20. 9. 2017. 19:00 | Извештај | Будућност ВОЛИ                                               | 96 : 90 | Цибона                     | Спортска дворана Тополица, Бар Судије: Милош Кољеншић (ЦГ), Бранислав Мрдак (СРБ), Саша Бабић (БИХ) |  |
| 20. 9. 2017. 19:00 | Извештај | Четвртине: 27:21, 20:28, 20:23, 29:18                        |         |                            | Спортска дворана Тополица, Бар Судије: Милош Кољеншић (ЦГ), Бранислав Мрдак (СРБ), Саша Бабић (БИХ) |  |
| 20. 9. 2017. 19:00 | Извештај | Поени: Ивановић 19 Скокови: Баровић 12 Асистенције: Гордић 8 |         | Новачић 20 Љубичић 8 Хол 8 | Спортска дворана Тополица, Бар Судије: Милош Кољеншић (ЦГ), Бранислав Мрдак (СРБ), Саша Бабић (БИХ) |  |

| 20. 9. 2017. 21:15 | Извештај | Морнар Бар                                                         | 91 : 77 | Партизан НИС                                       | Спортска дворана Тополица, Бар Судије: Игор Драгојевић (ЦГ), Денис Хаџић (ХРВ), Боро Антовски (МАК) |  |
| 20. 9. 2017. 21:15 | Извештај | Четвртине: 26:24, 16:23, 27:17, 22:13                              |         |                                                    | Спортска дворана Тополица, Бар Судије: Игор Драгојевић (ЦГ), Денис Хаџић (ХРВ), Боро Антовски (МАК) |  |
| 20. 9. 2017. 21:15 | Извештај | Поени: Нидам 22 Скокови: Шеферд 10 Асистенције: Нидам, Рејли-Рос 4 |         | Маринковић 14 Пецарски 7 Вилијамс-Гос, Чакаревић 2 | Спортска дворана Тополица, Бар Судије: Игор Драгојевић (ЦГ), Денис Хаџић (ХРВ), Боро Антовски (МАК) |  |

## Полуфинале
| 22. 9. 2017. 18:45 | Извештај | Цедевита                                                | 99 : 96 | Мега Бемакс                | Спортска дворана Тополица, Бар |  |
| 22. 9. 2017. 18:45 | Извештај | Четвртине: 25:25, 34:20, 24:22, 16:29                   |         |                            | Спортска дворана Тополица, Бар |  |
| 22. 9. 2017. 18:45 | Извештај | Поени: Николс 17 Скокови: Крушлин 6 Асистенције: Укић 4 |         | Фундић 18 Лазић 13 Ребић 9 | Спортска дворана Тополица, Бар |  |

| 22. 9. 2017. 21:15 | Извештај | Будућност ВОЛИ                        | 82 : 65 | Морнар Бар | Спортска дворана Тополица, Бар |  |
| 22. 9. 2017. 21:15 | Извештај | Четвртине: 27:10, 19:16, 17:21, 19:18 |         |            | Спортска дворана Тополица, Бар |  |
| 22. 9. 2017. 21:15 | Извештај | Поени: Гибсон 18                      |         | Врањеш 9   | Спортска дворана Тополица, Бар |  |

## Финале
| 23. 9. 2017 21:00 | Извештај | Цедевита                                                       | 78 : 69 | Будућност ВОЛИ                  | Спортска дворана Тополица, Бар |  |
| 23. 9. 2017 21:00 | Извештај | Четвртине: 21:2, 13:33, 22:16, 22:18                           |         |                                 | Спортска дворана Тополица, Бар |  |
| 23. 9. 2017 21:00 | Извештај | Поени: Стипановић 20 Скокови: Стипановић 9 Асистенције: Чери 4 |         | Ивановић 20 Баровић 6 Поповић 4 | Спортска дворана Тополица, Бар |  |

| Победник Суперкупа Јадранске лиге у кошарци 2017. |
| ------------------------------------------------- |
| Цедевита 1. титула                                |